# Agrilus neelgheriensis
Agrilus neelgheriensis é uma espécie de inseto do género Agrilus, família Buprestidae, ordem Coleoptera.
Foi descrita cientificamente por Kerremans, em 1892.